# Q-koder
Q-koder – opracowana w 1988 roku przez naukowców z IBM wersja kodera arytmetycznego umożliwiającego bezstratną kompresję danych.
Graficzny format plików JBIG (.jbg,.jbig) oparty jest na algorytmie Q-Kodera.